# Obwodnica Hetmańska w Zamościu
Obwodnica Hetmańska – obwodnica Zamościa, która jest położona niemal w całości w mieście.
Obiega ona północno-wschodnimi obrzeżami miasta i tylko na północy, w dwóch niewielkich fragmentach zajmuje teren wsi Sitaniec. Stanowi ona ciągłość drogi krajowej 17 i częściowo drogi krajowej 74, oddalając konieczność jazdy przez centrum miasta.
Budowa Obwodnicy Hetmańskiej ma długą historię, ponieważ jeszcze w okresie PRL-u powstał projekt obwodnicy (1980). Pierwotnie obwodnica miała łączyć się z ul. Lubelską przez osiedle Powiatowa, biegnąc na terenie dzisiejszej ul. W. Sikorskiego i włączając się na ul. Lubelską przez rondo. Jednak do realizacji tejże obwodnicy doszło dopiero w latach 1992–1993, kiedy to zbudowano dwa etapy tej drogi: I etap – al. Jana Pawła II i II etap – ul. Legionów na południe od ul. Starowiejskiej. Tranzyt odbywał się wówczas dodatkowo ulicami Starowiejską, Wojska Polskiego i Lubelską, co przyczyniało się znacznie do nasilenia i utrudnień w ruchu, stwarzając jednocześnie problemy także dla mieszkańców jednej z tych ulic. III etap ruszył dopiero w latach 2001–2004, kiedy to powstał projekt (zmieniający przebieg drogi z obszaru osiedla Powiatowa na teren osiedla Rataja), a później rozpoczęły się roboty budowlane. Obwodnica Hetmańska została oddana w pełni do użytku pod koniec 2004 roku.
Od strony Lublina, przy wjeździe do miasta (ul. Lubelska) przejazd odbywa się przez wiadukt, pod którym biegnie linia LHS-u. Zaraz za wiaduktem znajduje się rondo, na którym skręcamy w lewo, gdzie zaczyna się obwodnica z ulicami:
- ul. Legionów – ulica ta jest najdłuższa w mieście; na długości ok. 4,5 km jej jezdnię stanowią dwa pasy ruchu w przeciwnych kierunkach z poboczem bez rozdzielającego pasa zieleni, natomiast ok. 1 km składa się z dwóch jezdni (z dwoma pasami ruchu) rozdzielonych pasem zieleni.

- Aleje Jana Pawła II – aleje te są dwujezdniowe, z rozdzielającym pasem zieleni dla przeciwnych kierunków jazdy oraz chodnikami po obu stronach.

Przy wjeździe w ul. Lwowską działa sygnalizacja świetlna, która w 2006 roku została przebudowana podczas budowy pobliskiego hipermarketu Carrefour. Na całej Obwodnicy Hetmańskiej jest siedem skrzyżowań, w tym 4 ronda, 4 sygnalizacje świetlne i jeden przejazd kolejowy. Główną przyczyną, która spowalnia tranzyt przez Zamość jest przejazd kolejowy i światła. Z obwodnicy nie tylko korzystają kierowcy jeżdżący tranzytem, ale i mieszkańcy miasta, którzy chcą szybko przebyć część miasta.
Inna obwodnica służąca do płynnego przejazdu przez miasto, to przebiegająca w zachodniej części Zamościa Obwodnica Zachodnia.